# Manolis Anagnostakis
Manolis Anagnostakis, řecky Μανόλης Αναγνωστάκης (10. března 1925 Soluň – 23. června 2005 Atény) byl řecký básník patřící k tzv. první poválečné generaci.

## Život
Narodil se v Soluni, kde studoval lékařskou fakultu. V době války a obsazení Řecka německou nacistickou armádou byl členem levicové organizace EPON. V letech 1943–1944 byl hlavním redaktorem časopisu Xekinima (Začátek), který ilegálně vydávali studenti Soluňské university. Pro svou levicovou politickou činnost byl v roce 1948 uvězněn a rok poté odsouzen k trestu smrti zvláštním vojenským soudem. V roce 1951 byl osvobozen.
V letech 1955–1956 se ve Vídni specializoval na radiologii. Do roku 1978 vykonával lékařské povoláni v Soluni, poté se přestěhoval do Atén, kde také 23. června 2005 zemřel na zápal plic.

## Dílo
Své první básně uveřejňoval v časopise Pirejské listy, poté ve studentském časopise Začátek a později v jiných literárních periodikách. V letech 1959–1961 vydával svou vlastní revue Kritika, kde se prezentoval jako výrazný literární kritik. Byl také členem redakce časopisů Osmnáct textů (1970), Nové texty a Pokračování (1973).
Za svou literární činnost dostal v roce 1986 řeckou Státní cenu za poezii. V roce 1997 byl jmenován čestným profesorem Aristotelovy university v Soluni.
Mnohé z jeho básní zhudebnili významní řečtí skladatelé, jako např. Mikis Theodorakis, Thanos Mikroutsikos a Michalis Grigoriou a jeho básně byly přeloženy do mnoha jazyků (angličtina, francouzština, němčina, italština, čeština).

## Charakteristika díla
První poválečná generace řeckých básníků, ke které patří také Manolis Anagnostakis, je úzce spjata s nacistickou okupací a následnou řeckou občanskou válkou (1944–1949). Charakterizuje ji silný realismus, chybějící idealismus a výrazná inspirace osobními zkušenostmi z války.
Anagnostakis je, na rozdíl od předních řeckých básníků Elytise a Seferise, básníkem města a války. Neopisuje přírodu, moře a jeho odstíny modré, ale je pevně zakotvený v šedivém městě plném válečných hrůz a mrtvol. Jeho jedinou inspirací jsou prožitky z mládí, které jsou spjaty s válkou a smrtí.
Anagnostakis nebyl schopen zapomenout na to, co se v Řecku dělo a veškerá jeho básnická tvůrčí schopnost se omezila na vzpomínky na zemřelé kamarády a jejich temné přízraky.
Přesto jeho básně, psané volným veršem – někdy až na hranici prózy, velice působivě a bez patosu přenesou čtenáře do temného období řecké nedávné minulosti a mnohdy jej silně zasáhnou – častým tázáním se básníkova Já: PROČ?. Melancholická poezie Anaganostakisova nám dává další důvod k zamyšlení se nad válkou, nesmyslným zabíjením a podává důkaz o autorově hlubokém antimilitaristickém, pacifistickém a humanistickém přesvědčení.

## Básnické sbírky
- Εποχές (Epochy) 1945
- Εποχές 2 (Epochy 2) 1948
- Εποχές 3 (Epochy 3) 1952
- Τα Ποιήματα (1941–1956) (Básně) 1956
- Η Συνέχεια 3 (Pokračování 3) 1962
- Υπέρ και Κατά (Pro a Proti) 1965
- Τα Ποιήματα (1941–1971) (Básně) 1971
- Αντιδογματικά: Άρθρα και σημειώματα (1946–1977) (Protidogmata: Články a zápisky) 1978
- Το περιθώριο '68–69 (Rozpětí) 1979
- Μανούσος Φάσσης: Παιδική Μούσα (Manousos Fassis: Dětská múza) 1980
- Υ.Γ. (Y.G.) 1983
- Τα Συμπληρωματικά (σημειώσεις κριτικής) (Doplnění – kritické poznámky) 1985
- O ποιητής Μανούσος Φάσσης. Η ζωή και το έργο του. Μία πρώτη απόπειρα κριτικής προσέγγισης, (Básník Manousos Fassis. Život a dílo. První zkušenost s literární kritikou.) 1987
- Η χαμηλή φωνή: Τα λυρικά μιας περασμένης εποχής στους παλιούς ρυθμούς – μία προσωπική ανθολογία του Μανόλη Αναγνωστάκη (Tichý hlas: lyrika minulého období ve starých rytmech – osobní antologie Manolise Anagnostakise) 1990